# Regimentul 17 Infanterie (1916-1918)
Regimentul 17 Infanterie a fost o unitate de nivel tactic care s-a constituit la 14/27 august 1916, prin mobilizarea unităților și subunităților existente la pace aparținând de Regimentul I Mehedinți No. 17 „Știrbey Vodă”. Regimentul a făcut parte din organica Brigăzii 1 Infanterie, fiind dislocat la pace în garnizoana Turnu Severin. La intrarea în război, Regimentul 17 Infanterie a fost comandat de colonelul Teodor Tăutu. Regimentul 17 Infanterie a participat la acțiunile militare pe frontul românesc, pe toată perioada războiului, între 14/27 august 1916 - 28 ocotmbrie/11 noiembrie 1918.
Drapelul de luptă al regimentului a fost decorat cu cea mai înaltă distincție de război, Ordinul „Mihai Viteazul”, clasa III.
„Pentru vitejia și avântul remarcabil, cu care au luptat ofițerii, subofițerii și soldații în aprigele lupte de la Mărăști în 1917. În ziua de 11 iulie 1917 acest eroic regiment, a cucerit uvragiile germane no. 101, 102, 4 și 6 de pe Dealul Mărăștilor și au contribuit la luarea poziției de pe Poiana Înțărcătoarea, capturând o baterie obuziere de 105 mm., 26 prizonieri și un bogat material de război. La 12 iulie a cucerit pozițiile inamice de pe Dealul Mare, la 17 iulie a ocupat Dealul Ciobotaru până la Muntele Streiu, iar a doua zi a rezistat cu îndârjire pe Dealurile Coasei, fața Schitului și Fitianei, respingând puternicele atacuri ale inamicului. În aceiași zi, compania 2 contraatacând la ora 18 la baionetă a respins pe inamic din Valea Lepșei, aruncându-l cu mari pierderi înapoi”.
Înalt Decret no. 1373 din 21 noiembrie 1917

## Decorații
- Ordinul „Mihai Viteazul”, clasa III[3]